# Dàn diễn viên chính
Một dàn diễn viên được tạo nên bởi quá trình tuyển diễn viên trong đó các diễn viên và người biểu diễn chính được lên hình trong thời lượng bằng nhau và có độ quan trọng như nhau trong khâu sản xuất một vở ca kịch.

## Thành phần

### Điện ảnh
Những hình thức dẫn chuyện khác trong những phim điện ảnh có dàn diễn viên với thời lượng lên hình ít hoặc nhiều hơn được thể hiện trong một vài tác phẩm gần đây, như Kỵ sĩ bóng đêm, Biệt đội siêu anh hùng, Captain America: Nội chiến siêu anh hùng hoặc Avengers: Cuộc chiến vô cực; trong những bộ phim trên dàn diễn viên và nhân vật của họ thường xuyên được tạo dựng trong các phim lẻ trước khi phát hành những phim đó. Trong Biệt đội siêu anh hùng, không cần thiết có một nhân vật chính trong phim vì mỗi nhân vật đều chia sẻ tầm quan trọng như nhau trong cốt truyện, giúp cân bằng thành công dàn diễn viên.

### Truyền hình
Một ví dụ thành công điển hình của dàn diễn viên truyền hình là loạt phim truyền hình giành giải Emmy của HBO là Game of Thrones. Loạt phim sử thi kỳ ảo này có sự góp mặt của các dàn diễn viên lớn nhất trên màn ảnh nhỏ. Loạt phim còn nổi tiếng vì giết chết các nhân vật chính, dẫn đến sự thay đổi dàn diễn viên một cách thường xuyên.